# Gavin DeGraw
Gavin Shane DeGraw, född 4 februari 1977, är en amerikansk sångare.
Gavin DeGraw började sin karriär med att spela på klubbar i hemstaden New York där han snabbt gjorde sig ett namn. Han blev upptäckt av Randy Sabiston (chef över A&R på Warner Chappell) som gav honom ett skivkontrakt på fläcken. Några år senare skrev Gavin DeGraw på för J Records och legendariske skivbolagsbossen Clive Davis, mannen bakom bland andra Whitney Houston, Luther Vandross och Maroon 5. Resultatet av samarbetet blev debutalbumet Chariot.
Gavin DeGraw har två platinaskivor i bagaget. Hans låt "I Don't Want to Be" blev känd som ledmotivet till tv-serien One Tree Hill. Singeln "Chariot" har spelats i radio och TV och videon är regisserad av Zach Braff, mannen bakom independentfilmen Garden State och som även spelar J.D. i tv-serien Scrubs.
17 maj 2011 släppte DeGraw singeln "Not Over You". Hans album "Sweeter" släpptes den 9 augusti samma år.

## Diskografi

### Album
| År   | Titel                                     | Topplisteposition | Topplisteposition | Topplisteposition | Topplisteposition | Topplisteposition |
| År   | Titel                                     | US                | NED               | NOR               | SWE               | ITA               |
| ---- | ----------------------------------------- | ----------------- | ----------------- | ----------------- | ----------------- | ----------------- |
| 2001 | Gavin Live (indie version)                | —                 | —                 | —                 | —                 | —                 |
| 2003 | Chariot (Platinum)                        | 103               | 6                 | 2                 | 21                | —                 |
| 2004 | Chariot (Återlanserat + Chariot Stripped) | 56                | —                 | —                 | —                 | —                 |
| 2008 | Gavin DeGraw                              | 7                 | 8                 | 35                | 13                | 44                |
| 2009 | Free                                      | —                 | —                 | —                 | —                 | —                 |
| 2011 | Sweeter                                   | —                 | —                 | —                 | —                 | —                 |

### Singlar
| År   | Titel                 | Topplisteposition | Topplisteposition | Topplisteposition | Topplisteposition | Topplisteposition | Topplisteposition | Topplisteposition | Topplisteposition | Topplisteposition | Topplisteposition | Topplisteposition | Album        |
| År   | Titel                 | US Hot 100        | US Pop 100        | US Adult          | UK                | IRE               | AUS               | NZ                | NET               | ITA               | NOR               | SWE               | Album        |
| ---- | --------------------- | ----------------- | ----------------- | ----------------- | ----------------- | ----------------- | ----------------- | ----------------- | ----------------- | ----------------- | ----------------- | ----------------- | ------------ |
| 2004 | "I Don't Want to Be"  | 10                | 3                 | 9                 | 32                | 25                | 19                | 30                | 9                 | —                 | 6                 | 15                | Chariot      |
| 2005 | "Chariot"             | 30                | 21                | 5                 | 114               | —                 | —                 | —                 | 12                | 27                | 19                | —                 | Chariot      |
| 2005 | "Follow Through"      | —                 | 52                | 22                | —                 | —                 | —                 | —                 | 13                | —                 | 12                | —                 | Chariot      |
| 2006 | "Just Friends"        | —                 | —                 | —                 | —                 | —                 | —                 | —                 | 21                | —                 | —                 | —                 | Chariot      |
| 2006 | "We Belong Together"  | 26                | —                 | —                 | —                 | —                 | —                 | —                 | —                 | —                 | —                 | —                 | Gavin DeGraw |
| 2008 | "In Love with a Girl" | 24                | 20                | 5                 | —                 | —                 | —                 | —                 | 22                | 41                | —                 | —                 | Gavin DeGraw |
| 2008 | "She Holds a Key"     | —                 | —                 | —                 | —                 | —                 | —                 | —                 | 29                | —                 | —                 | —                 | Gavin DeGraw |
| 2008 | "Cheated on Me"       | —                 | —                 | 30                | —                 | —                 | —                 | —                 | —                 | —                 | —                 | —                 | Gavin DeGraw |

### Låtar på samlingsalbum med div. artister
- "We Are the Champions", från albumet Killer Queen: A Tribute to Queen (2005)
- "Jealous Guy", från albumet One Tree Hill, Vol. 2: Friends with Benefits (2006)

## Priser & nomineringar
| År   | Kategori                                                                                        |
| ---- | ----------------------------------------------------------------------------------------------- |
| 2005 | Billboard Music Award nominerad för Top Soundtrack Single of the Year ("I Don't Want to Be")    |
| 2005 | Radio Music Award nominerad för Song of the Year/Mainstream Top 40 Radio ("I Don't Want to Be") |

## Fotnoter
1. ↑  Top Music Charts - Hot 100 - Billboard 200 - Music Genre Sales